# Pterostigma

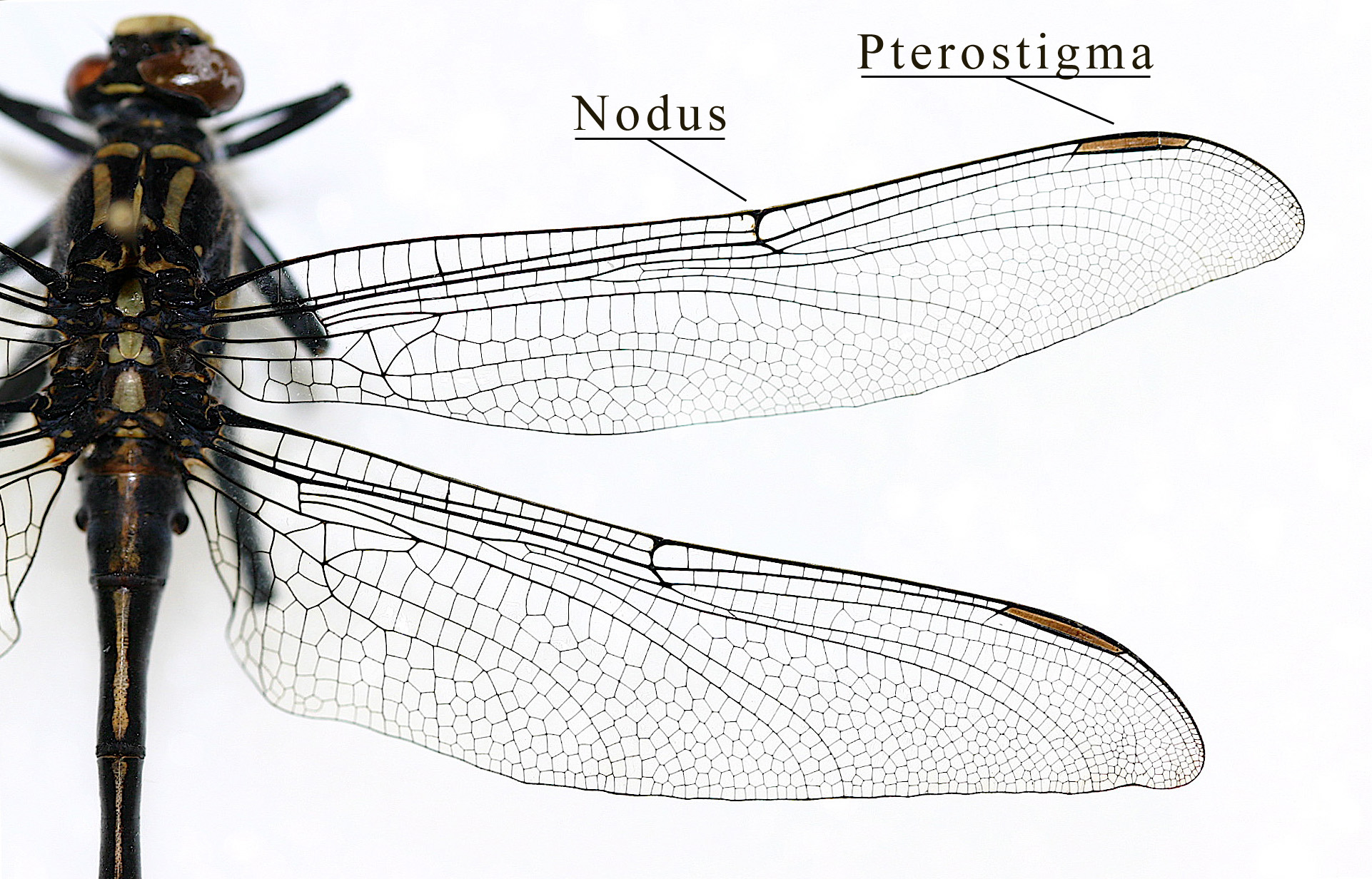
Ala de un insecto perteneciente a la familia Gomphidae, mostrando el pterostigma.

El pterostigma es una celdilla en la parte externa de las alas de los insectos, la cual a menudo está densamente coloreada, lo que la hace resaltar de las demás celdillas. Es particularmente visible en los anisópteros, pero también está presente en otros grupos de insectos, tales como los rafidiópteros, himenópteros y megalópteros.
El propósito del pterostigma, al ser una sección más pesada del ala en comparación con las secciones cercanas, es ayudar a planear. Sin el pterostigma, las vibraciones autoexcitadoras se instalarían en el ala después de una cierta velocidad crítica, haciendo imposible el deslizamiento. Las pruebas muestran que con el pterostigma, la velocidad crítica de deslizamiento aumenta de 10 a 25% en una especie de libélula.